# World Where You Live
World Where You Live is een nummer van de Australische band Crowded House uit 1987. Het is de vierde single van hun titelloze debuutalbum.
In het Verenigd Koninkrijk werd het nummer in 1986 al uitgebracht, in Nederland pas in 1987. Het nummer haalde in Australië een bescheiden 43e positie. In Nederland haalde het de 14e positie in de Tipparade.